# ФК София 2010
ФК „София 2010“ е несъществуващ футболен клуб от град София, основан през 2010 година. През 2016 се обединява с ФК „Царско село“.
През 2017 г. е регистриран нов клуб с име ОФК „София 2010“ със същия председател. Има две формации състезаващи се в официалните първенства организирани от БФС.

## История
Клубът е сформиран по инициатива на Васил Владимиров Петров, студент по това време в НСА с профил „Треньор по футбол“. Името на клуба е по идея на бащата на Васил Петров – Владимир, който впоследствие е избран за президент на клуба. Петров стартира дейността си през март 2007 г., като тогава все още няма регистриран клуб. През следващите 3 години клубът се разраства, което води до официалното му регистриране в БФС през 2010 г.
За седалище на отбора първоначално е избран Спортен комплекс „Младост“ в Младост 4 до 131-во училище, докато официалният терен на клуба за срещи от първенствата е на комплекс „Царско село“. От сезон 2013/2014, цялата школа използва комплексът на „Царско село“. Официалният екип е като този на националния отбор на Бразилия и се състои от жълта блуза, сини гащи, и бели калци. Резервният екип е синя блуза, бели гащи, и сини калци.
ФК „София“ играе в ОФГ „София“ до 2015 г., когато завършва на първо място в южната подгрупа и се класира за В група след като печели финала срещу „Сокол“ (Бенковски).
През декември 2015 г., клубът е взет от бившия директор в ЦСКА Стойне Манолов, който назначава Тодор Янчев за треньор и си поставя за цел влизане в професионалния футбол.
През 2016 г. ФК „София 2010“ се обединява с ФК „Царско село“.
През 2017 г. се сформира отново „София 2010“ и отново със същия председател – Владимир Петров.
Васил Петров подава документи в БФС и от месец септември 2017 клубът има две формации състезаващи се в официалните първенства, организирани от БФС.